# Stefan Karol Kozłowski
Stefan Karol Kozłowski (* 4. November 1938 in Lwów, Polen; † 2. September 2022) war ein polnischer Prähistoriker. Er galt als Spezialist für die Erforschung der Mittelsteinzeit und der Jungsteinzeit im östlichen Mitteleuropa, speziell in Polen, und im Irak. Beruflich verbunden war er vor allem mit der Universität Warschau.

## Leben
Stefan Karol Kozłowski studierte von 1956 bis 1961 Archäologie an der Universität Warschau und befasste sich schon in dieser Zeit mit der Erkundung der Maszycka-Höhle. Nach der Magisterprüfung erwarb er 1967 in der Arbeitsgruppe von Waldemar Chmielewski den akademischen Grad eines Doktors der Geschichtswissenschaften; seine Dissertation befasste sich mit der Mittelsteinzeit (Mesolithikum) von Kleinpolen. 1971 wurde er aufgrund seiner wissenschaftlichen Arbeit und einer Schrift mit dem Titel Pradzieje ziem polskich od 9 do 4 tysiąclecia p.n.e. (Die Vorgeschichte Polens vom 9. bis zum 4. Jahrtausend v. Chr.) an der Universität Warschau habilitiert. Von 1981 bis zu seiner Pensionierung im Jahr 1996 lehrte er als Professor an die Universität Warschau, danach bis 2002 als Professor für die Vorgeschichte des Nahen Ostens an der Universität Lyon II. Zwischen 1979 und 1990 war er mit Grabungen für das Centrum Archeologii Śródziemnomorskiej Uniwersytetu Warszawskiego (Polnisches Zentrum für die Archäologie des Mittelmeerraums der Universität Warschau) im Irak befasst.
Ab 1976 war Kozłowski Vorsitzender der Mesolithischen Kommission der Union Internationale des Sciences Préhistoriques et Protohistoriques (UISPP).

## Schriften (Auswahl)
- Pradzieje ziem polskich od IX do V tysiąclecia p.n.e. Warszawa: PWN, 1972.
- als Herausgeber: The Mesolithic in Europe. International Archaeological Symposium on the Mesolithic in Europe. Warschau, 7.–12. Mai 1973 (Warschau 1973), 238–265.
- Cultural differentiation of Europe from 10th to 5th Millennium B.C. Warszawa, 1975.
- Pradzieje Europy od XL do IV tysiąclecia p.n.e. Warszawa: PWN, 1975, (wraz z J. K. Kozłowskim).
- Epoka kamienia na ziemiach polskich, Warszawa: PWN, 1977, (wraz z J. K. Kozłowskim).
- Atlas of the Mesolithic in Europe, Warszawa, 1980.
- mit Hans Georg Gebel (Hrsg.): Neolithic chipped stone Industries of the Fertile Crescent. Proceedings of the First Workshop on PPN Chipped Lithic Industries, Seminar für Vorderasiatische Altertumskunde, Free University of Berlin, 29th March – 2nd April, 1993 (= Studies in Early Near Eastern Production, Subsistence, and Environment. 1). Ex Oriente e. V. c/o Seminar für Vorderasiatische Altertumskunde, Berlin 1994, ISBN 3-9804241-0-3.
- mit Janusz Krzystof Kozłowski: Le Paléolithique en Pologne. J. Millon, Grenoble 1996.
- The Trialetian “Mesolithic” industry of the Caucasus, Transcaspia, Eastern Anatolia, and the Iranian Plateau. In: Stefan Karol Kozłowski, Hans Georg Gebel (Hrsg.): Neolithic chipped stone industries of the Fertile Crescent, and their contemporaries in adjacent regions. Studies in Early Near Eastern Production, Subsistence and Environment 3, Berlin 1996, S. 161–170.
- mit diversen anderen: New information from Maszycka Cave and the Late Glacial recolonisation of Central Europe. In: Quaternary International. Band 272–273, 2012, S. 288–296, doi:10.1016/j.quaint.2012.02.052.

## Belege
1. ↑  Zmarł prof. dr hab. Stefan Karol Kozłowski, wybitny archeolog, badacz mezolitu. Nachruf auf histmag.org vom 5. September 2022.
2. ↑  Olivier Aurenche und Éric Coqueugniot: Stefan K. Kozlowski (1938–2022). In: Paléorient. Band 48, Nr. 2, 2022, doi:10.4000/paleorient.2261.
3. ↑  Hans Georg K. Gebel: In Memoriam Stefan Karol Kozłowski (1938–2022). A Personal Obituary. In: Neo-Lithics. Band 22, 2022 (publiziert im Juni 2024), A14-A15, doi:10.48632/nl.2022.1.105049.

| Personendaten    | Personendaten                             |
| ---------------- | ----------------------------------------- |
| NAME             | Kozłowski, Stefan Karol                   |
| KURZBESCHREIBUNG | polnischer Prähistoriker und Paläontologe |
| GEBURTSDATUM     | 4. November 1938                          |
| GEBURTSORT       | Lwów, Polen                               |
| STERBEDATUM      | 2. September 2022                         |